# 1623年哲學
1623年哲學事件  

## 出生
- 5月27日 – 威廉·配第 英國經濟學家，科學家和哲學家，主要從事政治哲學與倫理學，死於1687年。
- 6月19日 - 布莱兹·帕斯卡 法國神學家、哲學家、數學家、物理學家、化學家、音樂家、教育家、氣象學家。其思想收錄於《思想錄》，死於1662年。
- 9月23日 – 斯特凡諾‧德力‧安傑利（英语：Stefano degli Angeli）意大利數學家和哲學家，死於1697年。
- 日期未知  瑪格麗特·卡文迪什（英语：Margaret Cavendish）英國貴族、哲學家、詩人、科學家、小說家和劇作家，唯物主義者，哲學方面知名於批判自然哲學，推崇實驗哲學，死於1673年。

## 死亡
- 尼科拉·安東尼奧·斯泰格利拉（英语：Nicola Antonio Stigliola）意大利哲學家，新聞，建築師和醫師，支持哥白尼中心主義、畢達哥拉斯主義和布魯諾宇宙學，生於1546年。
- 杜勒西达斯, 印度教詩人、僧人，著有《羅摩功行錄》 ，生於1532年。